# Susanne-Meier-Memorial
Das Susanne-Meier-Memorial ist einer der bedeutendsten Leichtathletikwettkämpfe der Region Basel, Schweiz. Das Meeting wird 2024 erstmals den Status eines World Athletics Continental Tour Challenger Meetings haben. Das heisst, dass die Athleten und Athletinnen nun mehr Punkte für das World Ranking gewinnen können. Diese Ranking-Punkte sind unter anderem für Qualifikationen zur Teilnahme an (internationalen) Wettkämpfen wichtig, wenn der Athlet oder die Athletin dies nicht schon über die jeweilige Limite geschafft hat. Laut World Athletics gehört das Susanne-Meier-Memorial zu den Challenger-Level-Meetings, und in der Schweiz gilt es als eines der A-Meetings.

## Geschichte
Das Susanne-Meier-Memorial wird zu Ehren der jung verstorbenen Luzernerin und Wahl-Baslerin Susanne Meier veranstaltet. Der Wettkampf wurde zum ersten Mal am 28. Juni 1964 in einem familiären Rahmen ausgetragen. Damals, noch im Leichtathletikstadion St. Jakob, starteten 52 Athletinnen aus der Schweiz und aus Süddeutschland. Der Hauptevent war der Fünfkampf, welcher bis zum Jahre 1977 aus den folgenden Disziplinen bestand: 200-Meter-Lauf, 80-Meter-Hürdenlauf (ab 1961 100-Meter-Hürdenlauf), dem Kugelstossen, dem Hochsprung und dem Weitsprung. Ab 1977 kamen der Speerwurf und der 800-Meter-Lauf dazu, wodurch der Fünfkampf zum Siebenkampf wurde.
Bis und mit dem Jahre 2010 waren nur Frauen an diesem Meeting startberechtigt. Mit zunehmenden hochrangigen Meetings fanden aber immer weniger Top-Athletinnen den Weg nach Basel. Aufgrund der schwindenden Teilnehmerzahl waren 2011 nach 47 Jahren nun auch Männer startberechtigt. Heute starten, in 24 Disziplinen von Einzelwettkämpfen, 450 bis 500 Athletinnen und Athleten am Susanne-Meier-Memorial.

## Susanne Meier
Susanne Meier kam 1960 mit 20 Jahren nach Basel. Die ursprüngliche Luzernerin arbeitete, nach Absolvieren des Turnlehrkurses an der Universität, als Primarlehrerin in Aesch BL. Sie trat dem Leichtathletik-Club Basel, kurz LCB, eher zufällig bei, denn dieser war der einzige Verein in der Umgebung, den sie unter «Leichtathletik» im Telefonbuch fand. Mit dem Training bei Willy Guldenfels, der viel zur Etablierung des Schweizer Krafttrainings beigetragen hat, schaffte sie nach eineinhalbjährigem Training 1962 den Durchbruch. Ihr Steckenpferd war der Fünfkampf, und sie reihte Erfolg an Erfolg. Nach dem Sieg bei den nationalen Hochschulmeisterschaften und diversen regionalen Meistertiteln wurde Susanne Meier ins Frauen-Nationalteam berufen. Im gleichen Jahr gewann sie den Schweizer Meistertitel im Weitsprung und im Kugelstossen, ebenso wie den Fünfkampf mit einem neuen Schweizer Rekord von 4123 Punkten. Im Frühjahr 1963 wurde ihre erfolgreiche sportliche Karriere abrupt gestoppt. Nach einem Trainingslager in Saignelégier fühlte sich die Schweizer Meisterin unwohl. Was zunächst für Angina gehalten wurde, erwies sich schnell als akute Leukämie, welcher sie innert weniger Tage erlag. Am 23. April 1963 verstarb Susanne Meier mit nur 23 Jahren.

## Erste Gewinnerinnen
Erste Siegerin war Ursi Brodbeck, welche über die 800 Meter triumphierte und dabei einen neuen Schweizer Rekord von 2:15,4 Minuten aufstellte. Meta Antenen gewann mit nur 15 Jahren den Weitsprung.

## Bekannte Namen am Memorial
Bei der 16. Austragung des Meetings am 5. Juni 1979 im Stadion Schützenmatte wurden mit der Junioren-Europameisterin Brigitte Holzapfel und der Olympiasiegerin Ulrike Meyfarth zwei Ikonen erwartet. Jedoch musste Holzapfel wegen einer alten Rückenverletzung verzichten, und Meyfarth, die direkt von einem Meeting in Bukarest kam, sprang schliesslich übermüdet mit nur 1,82 Metern nicht mal aufs Hochsprung-Podest.

## Meeting-Rekorde

### Männer
| Event             | Rekord  | Athlet                                                      | Nationalität       | Datum     |  |
| ----------------- | ------- | ----------------------------------------------------------- | ------------------ | --------- |  |
| 100 m             | 10,28   | Pascal Mancini \| Simon Graf                                | Schweiz            | 2014 2022 |  |
| 200 m             | 20,84   | William Jeff Reais                                          | Schweiz            | 2021      |  |
| 400 m             | 46,01   | Lionel Spitz                                                | Schweiz            | 2022      |  |
| 800 m             | 1:40,91 | Bernard Kiptanui Kiptum                                     | Kenia              | 2013      |  |
| 1500 m            | 3:46,74 | Julien Wanders                                              | Schweiz            | 2021      |  |
| 110 m Hürden      | 13,67   | Jason Joseph                                                | Schweiz            | 2021      |  |
| 400 m Hürden      | 49,91   | Kariem Hussein                                              | Schweiz            | 2021      |  |
| Hochsprung        | 2,15 m  | Sven Tarnowxki                                              | Deutschland        | 2011      |  |
| Stabhochsprung    | 5,30 m  | Mitch Greeley                                               | Vereinigte Staaten | 2011      |  |
| Weitsprung        | 7,50 m  | Fabian Heinle                                               | Deutschland        | 2013      |  |
| Dreisprung        | 15,95 m | Alexander Hochuli                                           | Schweiz            | 2013      |  |
| Kugelstossen      | 18,25 m | Stefan Wieland                                              | Schweiz            | 2021      |  |
| Hammerwurf        | 66,11 m | Martin Bingisser                                            | Schweiz            | 2014      |  |
| 4 × 100-m-Staffel | 38,30   | Joel Schüpbach Martin Fuchs Bradley Lestrade Alan Pichonnaz | Schweiz            | 2021      |  |

### Frauen
| Event             | Rekord   | Athletin                                                 | Nationalität           | Datum |  |
| ----------------- | -------- | -------------------------------------------------------- | ---------------------- | ----- |  |
| 100 m             | 11,52    | Chantal Réga                                             | Frankreich             | 1981  |  |
| 200 m             | 23,08    | Els Vader                                                | Niederlande            | 1980  |  |
| 400 m             | 51,87    | Lee McConnell                                            | Vereinigtes Königreich | 2002  |  |
| 800 m             | 2:02,21  | Roswitha Gerdes                                          | Deutschland            | 1984  |  |
| 1500 m            | 4:03,43  | Maricica Puică                                           | Rumänien               | 1980  |  |
| 5000 m            | 16:54,65 | Deborah Büttel                                           | Schweiz                | 2021  |  |
| 100 m Hürden      | 13,02    | Noemi Zbären                                             | Schweiz                | 2022  |  |
| 400 m Hürden      | 55,12    | Petra Fontanive                                          | Schweiz                | 2017  |  |
| Hochsprung        | 1,94 m   | Gaby Lindenthal                                          | Schweiz                | 1984  |  |
| Stabhochsprung    | 4,55 m   | Angelica Moser                                           | Schweiz                | 2017  |  |
| Weitsprung        | 6,54 m   | Hannah Kleinpeter                                        | Österreich             | 1976  |  |
| Dreisprung        | 13,53    | Nkechi Madubuko                                          | Deutschland            | 1993  |  |
| Kugelstossen      | 17,57 m  | Ursula Stäheli                                           | Schweiz                | 1987  |  |
| Diskuswurf        | 56,04 m  | Brigitte Berendonk                                       | Deutschland            | 1973  |  |
| Hammerwurf        | 64,11 m  | Nicole Zihlmann                                          | Schweiz                | 2017  |  |
| Speerwurf         | 51,55 m  | Catherine Manigley                                       | Schweiz                | 2005  |  |
| 4 × 100-m-Staffel | 44,88    | Natacha Kouni Cynthia Reinle Céline Bürgi Michelle Gloor | Schweiz                | 2021  |  |